# USS Blackfin (SS-322)
Za druga plovila z istim imenom glejte USS Blackfin.
USS Blackfin (SS-322) je bila jurišna podmornica razreda balao v sestavi Vojne mornarice Združenih držav Amerike.